# غايتانو سافي
غايتانو سافي (1769-1844) (بالإنجليزية: Gaetano Savi)‏ هو عالم نبات إيطالي.